# Рославльское сражение (1941)
Рославльское сражение — наступление Армейской группы генерал-полковника Г. Гудериана, проведённое 1–6 августа 1941 года против советских 28-й армии генерал-лейтенанта В. Я. Качалова и 13-армии К. Д. Голубева, часть Смоленского сражения. Завершились разгромом советских войск и захватом немецкими войсками Рославля. 

## Военно-стратегическая ситуация
Начав наступление с линии Днепра 10 июля 1941 года, войска немецкого 24-го мотокорпуса 2-й танковой группы Г. Гудериана уже 17 июля захватили Кричев. В тот же день начальник Генерального штаба Сухопутных войск генерал-полковник Ф. Гальдер записал в своём дневнике, что правый фланг 2-й танковой группы «обеспечил себе свободу маневра в направлении Рославля…» В оперсводке штаба Западного фронта от 18 июля также говорилось: «Фронт со стороны Кричев на Рославль открыт…»
Однако вскоре немецкий 24-й мотокорпус вынужден был перейти к обороне, подвергаясь мощным атакам с юга (в районе Пропойска) и востока (в районе Кричева), а значительные силы (4 пехотные дивизии 7-го армейского корпуса) оказались до конца июля 1941 года скованы под Могилёвым. 
Тем временем советское командование сосредоточило в районе Рославля новую 28-ю армию (на основе войск Архангельского военного округа), которой приказали выделить из своего состава Оперативную группу и атаковать в направлении Смоленска. 
23 июля 1941 года Оперативная группа 28-й армии (2 стрелковые и 1 танковая дивизии) начала наступление вдоль Рославльского шоссе, но была остановлена на реке Хмара. Поначалу советским войскам противостояли части дивизии СС «Райх» и лейб-полка «Великая Германия» 46-го мотокорпуса, затем в район боёв была переброшена немецкая 18-я танковая дивизия, затем две дивизии 9-го армейского корпуса: 292-я и 263-я пехотные дивизии.

## План немецкого командования
Ситуация на южном фланге группы армий «Центр» сильно обеспокоила немецкое командование. Оно запланировало провести сначала ограниченную операцию в районе Рославля в начале августа, затем в районе Рогачёва, затем разгромить советские войска в районе Гомеля, после чего использовать свою 2-ю армию в действиях против «Коростеньской группировки» — 5-й армии Юго-Западного фронта, а свою 2-ю танковую группу — для окружения советского Юго-Западного фронта восточнее Днепра во взаимодействии с 1-й танковой группой группы армий «Юг».
Падение Могилёва 27 июля 1941 года и высвобождение 7-го армейского корпуса стало весомым аргументом в предстоящем наступлении на Рославль. 
Для проведения операции в направлении Рославля 28 июля 1941 года немецкое командование сформировало Армейскую группу Г. Гудериана:
- 7-й армейский корпус (Фармбахер, Вильгельм)
  - 7-я пехотная дивизия (Габленц, Эккарт фон)
  - 23-я пехотная дивизия (Гельмих, Хайнц)
  - 78-я пехотная дивизия (Галленкамп, Курт)
  - 197-я пехотная дивизия (Мейер-Рабинген, Герман)
- 24-й мотокорпус (Швеппенбург, Лео Гейр фон)
  - 4-я танковая дивизия (Лангерман, Вилибальд фон)
  - 3-я танковая дивизия (Модель, Вальтер)
  - 10-я моторизованная дивизия (Лёпер, Фридрих-Вильгельм фон)
- 9-й армейский корпус (Гейер, Герман)
  - 263-я пехотная дивизия (Хакель, Эрнст)
  - 292-я пехотная дивизия (Демель, Мартин)
  - 137-я пехотная дивизия (Бергманн, Фридрих)

Группу было решено использовать для проведения наступления с целю ликвидации угрозы на правом крыле группы армий «Центр».

## Положение 28-й и 13-й советских армий
Оперативная группа 28-й армии (генерал-лейтенант В. Я. Качалов) на 31 июля 1941 года насчитывала 21 456 человек
- 145-я стрелковая дивизия (31 июля Качалов отстранил от командования генерал-майора А. А. Вольхина и назначил врид комдива полковника К. Я. Баулина)
- 149-я стрелковая дивизия (генерал-майор Ф. Д. Захаров)
- 104-я танковая дивизия (полковник В. Г. Бурков)
- 301-й мотострелковый полк 106-й танковой дивизии — резерв группы
- 320 пап РГК, 643 и 364 кап, несколько отдельных артиллерийских и зенитных дивизионов.

В районе Рославля занимала позиции 222-я стрелковая дивизия (полковник Ф. А. Бобров), подчинённая вновь сформированной 43-й армии Резервного фронта.
На Рославльском направлении действовали (оборонялись и наступали) части и соединения 13-й армии Центрального фронта:
- 148-я стрелковая дивизия (полковник Ф. М. Черокманов) с отрядом 160-й стрелковой дивизии (генерал-майор И. М. Скугарев)
- Отряд 6-й стрелковой дивизии
- 649 кап

## Ход наступления
В 4 часа утра 1 августа танковая группа Гудериана при поддержке основных сил 2-го воздушного флота начала наступление на Рославль против советской 28-й армии. 
В тот же день в районе Кричева после мощной артиллерийской и авиационной подготовки 24-й моторизованный и 7-й армейский корпуса нанесли удар по войскам правого фланга 13-й армии. Штаб советской 13-й армии сразу потерял управление своими войсками в полосе немецкого прорыва; он даже не смог сообщить 28-й армии, в чьей полосе располагался Рославль, о прорыве танков. 
Части 6-й стрелковой дивизии, действовавшие на правом фланге армии, были отрезаны от основных сил и окружены. Есть сведения, что в этот день погиб комдив-6 полковник М. А. Попсуй-Шапко (по одним сведениям, пропал без вести, по другим — расстрелян). Дивизию принял полковник Ф. А. Осташенко. 
Командир 148-й стрелковой дивизии полковник Ф. М. Черокманов был ранен, комиссар дивизии полковой комиссар М. Л. Одишария попал в плен. Остатки дивизии численностью до 500 человек во главе с начальником штаба дивизии только к 5 августа вышли в район Ершичи южнее Рославля.
Тем не менее 1 августа главком войск Западного направления маршал С. К. Тимошенко приказал 28-й армии продолжить наступление на Починок. 
2 августа началось наступление на Рославль с севера немецкого 9-го армейского корпуса. Несмотря на это, советская Оперативная группа 28-й армии в соответствии с ранее полученными приказами продолжала наступление на Починок. 
3 августа части 9-го армейского корпуса, наступавшие с севера, соединились с 4-й танковой дивизии, наступавшей с запада, и завершили окружение советской 28-й армии, а немецкая 23-я пехотная дивизия 7-го корпуса заняла Рославль. Только в этот день В. Я. Качалов отдал приказ своей армии на отход. На следующий день, 4 августа, он погиб в бою у деревни Старинки при прорыве из окружения. 
Командир немецкого 9-го армейского корпуса генерал пехоты Г. Гейер вспоминал: «На месте я смог убедиться своими глазами, насколько ожесточёнными были бои под Ермолино 4 и ночью на 5 августа. Здесь осталось множество сгоревших и брошенных танков. В одном из них мы нашли убитого русского командующего…»
6 августа советская 104-я танковая дивизия сумела вырваться из окружения и вывела личный состав штаба 28-й армии, всего до 13 тыс. бойцов и командиров. Однако вторая группа, выходившая из окружения, была практически уничтожена. В бою погиб начальник штаба 28-й армии генерал-майор П. Г. Егоров, остатки Оперативной группы вывел из окружения начальник артиллерии армии генерал-майор В. Э. Таранович.
Командир 149-й стрелковой дивизии генерал-майор Ф. Д. Захаров вышел из окружения только 28 августа; дивизия была восстановлена и далее сражалась в составе 43-й армии Резервного фронта. 
145-я стрелковая дивизия была уничтожена практически полностью и расформирована, её бывший командир генерал-майор А. А. Вольхин вышел из окружения, новый комдив полковник К. Я. Баулин попал в плен.

## Результаты
Немецкое командование, подводя итог сражения под Рославлем, сообщило: «Советские соединения, окруженные под Рославлем в 100 км юго-восточнее Смоленска, уничтожены. Было захвачено 38 000 пленных, 250 танков, 359 орудий и другого вооружения…» 
Поражение советской 28-й армии в районе Рославля стало только первым этапом разгрома южного фланга центрального участка советско-германского фронта, за которым последовал разгром советской 13-й армии в районе Кричев, Милославичи, затем разгром всего Центрального фронта в Гомельском сражении и наступление 2-й танковой группы Г. Гудериана на юг в тыл советского Юго-Западного фронта. 

### Судьба Качалова
Гибель В. Я. Качалова долгое время оставалась тайной для советского военно-политического руководства. Фамилия командующего попала в Приказ № 270 от 16 августа 1941 года, в котором говорилось о предательстве и сдаче в плен генералов П. Г. Понеделина (командующего 12-й армией Юго-Западного фронта), Н. К. Кириллова (командира 13-го стрелкового корпуса этой же 12-й армии) и В. Я. Качалова: «…Командующий 28-й армией генерал-лейтенант Качалов, находясь вместе со штабом группы войск в окружении, проявил трусость и сдался в плен немецким фашистам. Штаб группы Качалова из окружения вышел, пробились из окружения части группы Качалова, а генерал-лейтенант Качалов предпочел сдаться в плен, предпочел дезертировать к врагу». 
Д. Гланц опубликовал докладную записку Г. К. Жукова (командующего Резервным фронтом) Сталину 19 августа 1941 года: «…Я считаю, что противник очень хорошо знает всю систему нашей обороны, всю оперативно-стратегическую группировку наших сил и знает ближайшие наши возможности. Видимо, у нас среди очень крупных наших работников, близко соприкасающихся с общей обстановкой, противник имеет своих людей. Видимо, преступную роль в этом деле играют Качалов и Понеделин…» 
К этому времени В. Я. Качалов уже погиб в бою, а П. Г. Понеделин оказался в плену, после освобождения был расстрелян в 1950 году, но уже в 1956 году реабилитирован.
29 сентября 1941 года генерал-лейтенант В. Я. Качалов был заочно приговорен к расстрелу, к его семье были применены все меры, как к семье изменника Родины.